# Parodon suborbitalis
Parodon suborbitalis es una especie de peces de la familia Parodontidae en el orden de los Characiformes.

## Morfología
Los machos pueden llegar alcanzar los 12,1 cm de longitud total.

## Alimentación
Come algas e insectos acuáticos.

## Hábitat
Es un pez de agua dulce y de  clima tropical (23 °C-26 °C).

## Distribución geográfica
Se encuentran en Sudamérica:  cuencas del río Orinoco y del lago Maracaibo.